# Rudolf Mayreder
Rudolf Mayreder (5. března 1864 Vídeň – 30. května 1937 Vídeň) byl rakouský stavební inženýr, podnikatel a politik, na přelomu 19. a 20. století poslanec Říšské rady.

## Biografie
Jeho bratrem byl architekt a urbanista Karl Mayreder, jehož ženou byla filozofka Rosa Mayreder. Další bratr Julius Mayreder byl rovněž architektem. Rudolf vystudoval v letech 1883–1888 práva na Vídeňské univerzitě, kde získal roku 1888 titul doktora práv. Následně vystudoval v letech 1884–1890 Vídeňskou techniku, obor stavební inženýrství. Pracoval nejdříve ve firmě P. Kraus, pak jako samostatný inženýr.
Byl aktivní veřejně i politicky. Od roku 1895 zasedal ve Vídeňské obecní radě, kde jako obecní radní vedl technický referát a zasazoval se o územní plánování metropole, na kterém se podílel i jeho bratr. Za jeho působení došlo k elektrifikaci pouličních drah, výstavbě plynárny a elektrárny, regulaci vodních toků a výstavbě vodovodu. Z funkce v městské samosprávě odstoupil roku 1901.
V 90. letech 19. století se zapojil i do celostátní politiky. Ve volbách do Říšské rady roku 1897 získal mandát za kurii městskou, obvod Vídeň, IV. a X. okres. Za týž obvod byl zvolen i ve volbách do Říšské rady roku 1901.Profesně byl k roku 1897 uváděn jako městský radní a úředně autorizovaný stavební inženýr.
Po odchodu z vídeňské obecní rady projektoval výstavbu železniční tratě Jesenice – Terst (tzv. Karstbahn) a trati Donauuferbahn podél Dunaje u Wachau. V roce 1907 se stal ředitelem firmy P. Kraus, která od roku 1910 nesla název Mayreder, Kraus & Co. Ta se podílela na výstavbě dalšího dálkového vodovodu pro Vídeň a budovala železniční tratě. Při výstavbě mostu přes Dunaj použila v roce 1912 novátorské technologie s využitím železobetonu. Roku 1913 se stal prezidentem vídeňské a dolnorakouské inženýrské komory.